# الکساندر املیاننکو
الکساندر املیاننکو (روسی: Александр Владимирович Емельяненко، آوانگاری Aleksandr Vladimirovich Emel'janenko؛ زادهٔ ۲ اوت ۱۹۸۱) بوکسور، ورزشکار هنرهای رزمی ترکیبی و جودوکار اهل روسیه است.
او سه بار قهرمان ملی سامبوی رزمی روسیه و سه بار قهرمان جهانی سامبوی رزمی در بخش مطلق است. او برادر کوچکتر فدور املیاننکو است.